# Каменечье
Камене́чье (укр. Кам'яне́че) — село в Новоархангельской поселковой общине Голованевского района Кировоградской области Украины.
До 2020 года входило в Новоархангельский район.
Население по переписи 2001 года составляло 1618 человек. Почтовый индекс — 26110. Телефонный код — 5255. Код КОАТУУ — 3523681801.
В селе родились:
- Герой Советского Союза Андрей Крамаренко,
- Действительный член НАН Украины Николай Кучеренко,
- Заслуженный журналист УССР Пётр Горбаренко.